# Ларсен, Хенрик
Хе́нрик Ла́рсен (род. 17 мая 1966, Конгенс-Люнгбю, Копенгаген) — датский футболист, один из лучших бомбардиров и победитель чемпионата Европы 1992 года в Швеции.

## Биография
Свою клубную карьеру он начинал в клубе своего родного города «Люнгбю Болдклуб», затем играл в ФК «Пиза» из Италии, «Астон Вилла» (Англия), «Вальдхоф» (Германия). Карьеру завершил в Дании в «Копенгагене».
В 1998 году он объявил, что женится на Саше Кроутер, английском спортивном репортёре, которую он встретил на чемпионате Европы за два года до того.
Некоторое время был главным тренером сборной Фарерских островов, но в 2005 году вернулся в Данию.

## Карьера в сборной
Дебютировал в сборной Дании 8 февраля 1989 года в матче против команды Мальты, который датчане выиграли со счётом 2:0, причём второй гол забил Ларсен.
Забив три важных гола (два в полуфинале Нидерландам и один в группе Франции), он помог своей сборной добиться успеха на Евро-1992. Он также участвовал и на следующем чемпионате Европы в 1996 года, где он сыграл за сборную свою последнюю игру, выйдя на замену в матче против Турции. В общей сложности за сборную он провёл 39 матчей и забил 5 голов.

## Статистика

### Матчи Ларсена за сборную Дании
| Матчи Ларсена за сборную Дании | Матчи Ларсена за сборную Дании | Матчи Ларсена за сборную Дании | Матчи Ларсена за сборную Дании | Матчи Ларсена за сборную Дании | Матчи Ларсена за сборную Дании |
| ------------------------------ | ------------------------------ | ------------------------------ | ------------------------------ | ------------------------------ | ------------------------------ |
| №                              | Дата                           | Соперник                       | Счёт                           | Голы Ларсена                   | Соревнование                   |
| 1                              | 8 февраля 1989                 | Мальта                         | 2:0                            | 1                              | Товарищеский матч              |
| 2                              | 10 февраля 1989                | Финляндия                      | 0:0                            | —                              | Товарищеский матч              |
| 3                              | 12 февраля 1989                | Алжир                          | 0:0                            | —                              | Товарищеский матч              |
| 4                              | 22 февраля 1989                | Италия                         | 0:1                            | —                              | Товарищеский матч              |
| 5                              | 12 апреля 1989                 | Канада                         | 2:0                            | —                              | Товарищеский матч              |
| 6                              | 18 июня 1989                   | Бразилия                       | 4:0                            | —                              | Товарищеский матч              |
| 7                              | 23 августа 1989                | Бельгия                        | 0:3                            | —                              | Товарищеский матч              |
| 8                              | 5 февраля 1990                 | ОАЭ                            | 1:1                            | —                              | Товарищеский матч              |
| 9                              | 14 февраля 1990                | Египет                         | 0:0                            | —                              | Товарищеский матч              |
| 10                             | 9 апреля 1991                  | Болгария                       | 1:1                            | —                              | Товарищеский матч              |
| 11                             | 1 мая 1991                     | Югославия                      | 2:1                            | —                              | Чемпионат Европы 1992 (отбор)  |
| 12                             | 5 июня 1991                    | Австрия                        | 2:1                            | —                              | Чемпионат Европы 1992 (отбор)  |
| 13                             | 4 сентября 1991                | Исландия                       | 0:0                            | —                              | Товарищеский матч              |
| 14                             | 25 сентября 1991               | Фарерские острова              | 4:0                            | —                              | Чемпионат Европы 1992 (отбор)  |
| 15                             | 9 октября 1991                 | Австрия                        | 3:0                            | —                              | Чемпионат Европы 1992 (отбор)  |
| 16                             | 13 ноября 1991                 | Северная Ирландия              | 2:1                            | —                              | Чемпионат Европы 1992 (отбор)  |
| 17                             | 29 апреля 1992                 | Норвегия                       | 1:0                            | —                              | Товарищеский матч              |
| 18                             | 3 июня 1992                    | СНГ                            | 1:1                            | —                              | Товарищеский матч              |
| 19                             | 14 июня 1992                   | Швеция                         | 0:1                            | —                              | Чемпионат Европы 1992          |
| 20                             | 17 июня 1992                   | Франция                        | 2:1                            | 1                              | Чемпионат Европы 1992          |
| 21                             | 22 июня 1992                   | Нидерланды                     | 2:2 (5:4 пен.)                 | 2                              | Чемпионат Европы 1992          |
| 22                             | 26 июня 1992                   | Германия                       | 2:0                            | —                              | Чемпионат Европы 1992          |
| 23                             | 9 сентября 1992                | Германия                       | 1:2                            | —                              | Товарищеский матч              |
| 24                             | 23 сентября 1992               | Литва                          | 0:0                            | —                              | Чемпионат мира 1994 (отбор)    |
| 25                             | 14 октября 1992                | Ирландия                       | 0:0                            | —                              | Чемпионат мира 1994 (отбор)    |
| 26                             | 18 ноября 1992                 | Северная Ирландия              | 1:0                            | 1                              | Чемпионат мира 1994 (отбор)    |
| 27                             | 24 февраля 1993                | Аргентина                      | 1:1 (4:5 пен.)                 | —                              | Кубок Артемио Франки 1993      |
| 28                             | 31 марта 1993                  | Испания                        | 1:0                            | —                              | Чемпионат мира 1994 (отбор)    |
| 29                             | 14 апреля 1993                 | Латвия                         | 2:0                            | —                              | Чемпионат мира 1994 (отбор)    |
| 30                             | 8 сентября 1993                | Албания                        | 1:0                            | —                              | Чемпионат мира 1994 (отбор)    |
| 31                             | 13 октября 1993                | Северная Ирландия              | 1:0                            | —                              | Чемпионат мира 1994 (отбор)    |
| 32                             | 17 ноября 1993                 | Испания                        | 0:1                            | —                              | Чемпионат мира 1994 (отбор)    |
| 33                             | 9 марта 1994                   | Англия                         | 0:1                            | —                              | Товарищеский матч              |
| 34                             | 20 апреля 1994                 | Венгрия                        | 3:1                            | —                              | Товарищеский матч              |
| 35                             | 1 июня 1994                    | Норвегия                       | 1:2                            | —                              | Товарищеский матч              |
| 36                             | 7 сентября 1994                | Македония                      | 1:1                            | —                              | Чемпионат Европы 1996 (отбор)  |
| 37                             | 9 июня 1996                    | Португалия                     | 1:1                            | —                              | Чемпионат Европы 1996          |
| 38                             | 16 июня 1996                   | Хорватия                       | 0:3                            | —                              | Чемпионат Европы 1996          |
| 39                             | 19 июня 1996                   | Турция                         | 3:0                            | —                              | Чемпионат Европы 1996          |

Итого: 39 матчей / 5 голов; 18 побед, 11 ничьих, 10 поражений.

## Достижения

### Командные
- Чемпион Дании: 1991/92
- Обладатель Кубка Дании: 1984/85, 1989/90, 1996/97
- Чемпион Европы: 1992

### Личные
- Лучший бомбардир чемпионата Европы: 1992 (3 гола)